# Jean-Baptiste Alexis Chambon
Jean-Baptiste Alexis Chambon (Vollore-Ville, 18 de março de 1875 — Yokohama, 8 de setembro de 1948) foi um prelado católico francês, missionário das Missões Estrangeiras de Paris, que serviu como arcebispo de Tóquio (1927-1937) e arcebispo-bispo de Yokohama (1937-1940).

## Biografia

### Infância e formação
Jean-Baptiste Alexis Chambon nasceu em 18 de março de 1875, em Vollore-Ville, no departamento de Puy-de-Dôme, França. Após a morte precoce de sua mãe, foi criado por um tio sacerdote. Realizou seus estudos iniciais no Seminário Menor de Surpierre e, posteriormente, no Seminário Maior de Clermont-Ferrand. Em 1898, ingressou nas Missões Estrangeiras de Paris, onde foi ordenado diácono. Em 23 de setembro de 1899, foi ordenado padre na mesma instituição.

### Missão no Japão
Em 24 de outubro de 1899, Chambon embarcou para o Japão, designado para a missão de Hakodate (atual Diocese de Sendai). Inicialmente, atuou em Ichinoseki, onde aprendeu a língua japonesa. Entre 1902 e 1905, foi diretor do seminário diocesano em Sendai, e de 1905 a 1914, serviu como pároco da catedral de Hakodate. Com o início da Primeira Guerra Mundial, foi mobilizado como enfermeiro militar e retornou à França. Após o fim da guerra, voltou ao Japão em 1918, servindo como secretário do primeiro núncio apostólico no país e, entre 1921 e 1926, como representante das Missões Estrangeiras de Paris em seu conselho central.

### Episcopado
Em 16 de março de 1927, foi nomeado pelo Papa Pio XI como arcebispo de Tóquio. Recebeu a consagração episcopal em 4 de maio de 1927, por Jean Budes de Guébriant, superior geral das Missões Estrangeiras de Paris. Durante seu episcopado, Chambon dedicou-se à formação de clero local, fundando o Seminário Maior de Tóquio em 1929, em Nerima, com recursos das Missões Estrangeiras. Em 1931, consagrou Albert Breton como bispo de Fukuoka.
Em 9 de novembro de 1937, a Diocese de Yokohama foi criada por divisão da Arquidiocese de Tóquio, que passou a ser liderada por Peter Tatsuo Doi, um bispo japonês. Chambon foi nomeado arcebispo-bispo de Yokohama, cargo que ocupou até sua renúncia em 12 de novembro de 1940, a pedido da Santa Sé. Após renunciar, tornou-se superior regional dos missionários em Yokohama, função que exerceu até 1948.

### Últimos anos e morte
Em fevereiro de 1948, Chambon sofreu um derrame cerebral e foi internado no Hospital Geral de Yokohama. Após uma breve recuperação, sofreu um segundo derrame em agosto e faleceu em 8 de setembro de 1948, aos 73 anos.

## Legado
Chambon é reconhecido por sua dedicação à missão católica no Japão, especialmente pela formação de sacerdotes japoneses e pela transição de lideranças eclesiásticas para o clero local. Sua atuação foi crucial para o fortalecimento do catolicismo no Japão em um período de desafios políticos e culturais.

## Obras
- História de cinquenta anos de luta pela salvação dos leprosos (traduzido pela Associação Fujikake), 1959.